# John James Ashley
John James Ashley (Londres, 1772 – 5 de gener de 1815), fou un organista, mestre de cant i compositor britànic.
Ashley era el segon fill de John Ashley, fou alumne de Schröter, va ser durant diversos anys organista a Covent Garden Theatre. Ell va ser un dels mestres de cant de més èxit de la seva època, alguns dels seus alumnes més cèlebres són la senyora Vaughan, senyora Salmon, i Charles Smith. Va compondre música per a piano i diverses sèries de cançons. El 5 d'agost de 1815 fou nomenat membre de la Royal Society of Musicians.
Els seus germans: General, Richard i Charles Jane tots tres foren músics de més o menys fortuna.